# زندگی نباتی
حالت نباتی (گیاهی) پایدار (به انگلیسی: Persistent vegetative state) وضعیتی است که به علت ضایعه مغزی شدید در برخی از بیمارانی که به اغما رفته‌اند، رخ می‌دهد به نحوی که بیمار در این حالت بیدار می‌گردد ولی هوشیاری و آگاهی خود را مجدداً به دست نمی‌آورد. این حالت، آلفا-کما نیز نامیده می‌شود. در صورت مراقبت صحیح از این بیماران، احتمال زنده ماندن برای چندین سال وجود دارد.

## علل و علایم
حالت گیاهی (نباتی) پایدار معمولاً به علت آسیب‌های شدید مغزی همانند هیپوکسی، ضربه مغزی و ضایعات ساختمانی مغز ایجاد می‌شود. بیماران دارای چرخه‌های خواب و بیداری، کنترل نسبتاً طبیعی درجه حرارت، تنفس، دفع، تنظیم جریان خون و بلع هستند، ولی فاقد واکنش‌های شناختی و پاسخ‌های هدفمند بوده و پاسخ‌های رفتاری آنها به صورت واکنشهای حرکتی ابتدایی یا الگوهای احساسی-غریزی است. بنابراین در وضعیت گیاهی پایدار، آگاهی و شناخت نسبت به خود و محیط اطراف وجود ندارد و بیماران فاقد تکلم هستند.
 عمده‌ترین واکنش این بیماران، واکنش معروف گرسپ (Grasp) یا تلاش برای قاپیدن اشیاء و گرفتن دست دیگران است که در واقع جزئی از واکنش‌های احساسی-غریزی این گروه از بیماران به‌شمار می‌رود اما گاهی به اشتباه از سوی اطرافیان، واکنش هدفمند تلقی می‌شود.
نوار مغزی (الکتروآنسفالوگرافی) از این بیماران، حاکی از امواج آلفا با فرکانس ۸ الی ۱۲ بار در ثانیه به جای امواج آهسته است.

## پیش‌آگهی
این بیماران معمولاً در حالت نباتی باقی می‌مانند و امید به بهبود آنها بسیار ناچیز است و حتی مواردی که نسبتاً بهبود یافته باشند هم انگشت شمار هستند.
 آنهایی هم که طی زمان تا حدودی بهبود پیدا می‌کنند، دچار صدمات تروماتیک مغزی بوده‌اند و شانس بهبود (حتی نسبی) در موارد هیپوکسیک تقریباً صفر است.
 مواردی که گفته می‌شود از حالت نباتی به زندگی طبیعی بازگشته اند، حالت نباتی پایدار نبوده بلکه دچار حالت نباتی موقت بوده‌اند که حد واسطی بین کما و بازگشت به زندگی طبیعی است. اگرچه در اغلب این موارد نیز بازگشت توأم با آسیب‌های حسی یا حرکتی است اما پس از طی شدن حالت نباتی موقت، شعور و آگاهی بازگشت پیدا می‌کند.